# بيك هوك
كان جون إدوارد هوكينز (15 نوفمبر 1969 – 1 مايو 2006) ، المعروف بأسمائه المسرحية بيك هوك و هوك ، مغني راب أمريكي من هيوستن ، تكساس.

## موت
في 1 مايو 2006 ، قُتل هوكينز بالرصاص خارج 12127 ريدفيرن درايف، هيوستن، تكساس.   أعلن وفاته في مكان الحادث. وفقا للشرطة، كان هوكينز قد ذهب إلى الموقع للعب الدومينو مع صديق. وصل قبل صديقه وبدأ يمشي على طول جانب المنزل عندما أطلق مشتبه به مجهول النار عليه عدة مرات. لم تتمكن الشرطة من العثور على أي شهود يمكن أن يقدموا معلومات عن المشتبه به أو الدافع لإطلاق النار.  لا يزال مقتل بيج هوك دون حل. توفي بعد ثماني سنوات من مقتل شقيقه فات بات.
بعد وقت قصير من وفاته، قال بون بي، مغني الراب من تكساس، في مقابلة مع هيوستن كرونيكل ، ما يلي ليقوله عن هوكينز: «لم تكن هناك مكامن الخلل في الدرع الأخلاقي لهذا الرجل، لأنه كان مغني راب. سيكون هناك أناس سيمثلون موته بطريقة خاطئة، لكنه كان رجلاً مسالمًا ورجل عائلة لم يكن لديه لحم بقري مع أي شخص». 

## ديسكغرفي

### ألبومات الاستوديو
| عام  | عنوان                                                                             | مراكز الرسم البياني الذروة       | مراكز الرسم البياني الذروة | مراكز الرسم البياني الذروة | مراكز الرسم البياني الذروة |
| عام  | عنوان                                                                             | أفضل ألبومات R &amp; B / Hip-Hop | أفضل ألبومات راب           | ألبومات مستقلة             | ألبومات Heatseekers        |
| ---- | --------------------------------------------------------------------------------- | -------------------------------- | -------------------------- | -------------------------- | -------------------------- |
| 1998 | تحالف Dead End (مع DJ Screw و Fat Pat & Kay-K ) - التسمية: سجلات النهاية المسدودة | -                                | -                          | -                          | -                          |
| 2000 | تحت أجنحة HAWK - التسمية: سجلات النهاية المسدودة                                  | 68                               | -                          | 30                         | 33                         |
| 2001 | هوك - ضع الكلمة المناسبة: Ghetto Dreams Entertainment                             | 45                               | -                          | 43                         | -                          |
| 2004 | Wreckin '2004 (مع ليل كيكي ) - التسمية: السجلات الرئاسية                          | 93                               | -                          | -                          | -                          |
| 2007 | الأنواع المهددة بالإنقراض - ضع الكلمة المناسبة: Ghetto Dreams Entertainment       | 54                               | 24                         | -                          | -                          |
| 2008 | لا يزال حطامًا (مع ليل كيكي ) - التسمية: السجلات الرئاسية                          | -                                | -                          | -                          | -                          |

### ميكستيبس
- 2004: مجلد شريط مختلط سيئ عز. ثانيًا.
- 2005: The Incredible Hawk Undaground Volume 1
- 2005: The Incredible Hawk Undaground Volume 2
- 2006: منذ الأشرطة الرمادية، المجلد. 4
- 2007: رهيبة تكساس Dub K Six